# Eunaticina inflata
Eunaticina inflata is een slakkensoort uit de familie van de Naticidae. De wetenschappelijke naam van de soort is voor het eerst geldig gepubliceerd in 1920 door Tesch.